# 梅河口市
梅河口市（ばいかこう-し）は中華人民共和国吉林省通化市に位置する県級市。

## 地理
梅河口市は松遼平原と長白山地の中間に位置し、松花江の支流である大柳河と梅河が交差する地点なので梅河口と称される。

## 歴史
1879年（光緒5年）、清朝により設置された海竜庁を前身とする。1902年（光緒28年）に海竜府に昇格したが、中華民国が成立すると海竜県と改称された。1929年（民国18年）に輝北県、1947年（民国36年）に海竜県と改称されている。1985年に県級市に昇格、梅河口市と改称され現在に至る。

## 行政区画
5街道、16鎮、2郷、1民族郷を管轄：
- 街道弁事処：新華街道、光明街道、和平街道、解放街道、福民街道
- 鎮：山城鎮、紅梅鎮、海竜鎮、新合鎮、曙光鎮、中和鎮、黒山頭鎮、水道鎮、進化鎮、一座営鎮、康大営鎮、牛心頂鎮、杏嶺鎮、湾竜鎮、興華鎮、双興鎮
- 郷：李炉郷、吉楽郷
- 民族郷：小楊満族朝鮮族郷

## 交通

### 鉄道
- 中国国家鉄路集団
  - 梅河口駅 - 梅集線、瀋吉線、四梅線の接続駅

### 道路
- 高速道路
  -  集双高速道路（中国語版）
  -  瀋吉高速道路
- 国道
  -  G202国道
  -  G303国道
  -  G504国道（中国語版）

## 経済
鉱産資源が豊富で主要なものに石炭、金、珪藻土、油頁岩、鉄、石墨、石英、ミネラルウォーターなど17種類が知られる。